# Río Lérez
El río Lérez es un río del noroeste de la península ibérica que discurre por la provincia de Pontevedra, en Galicia, España. Con una longitud de 59,7 km, parte de su curso ha sido declarado zona especial de conservación (ZEC).

## Curso

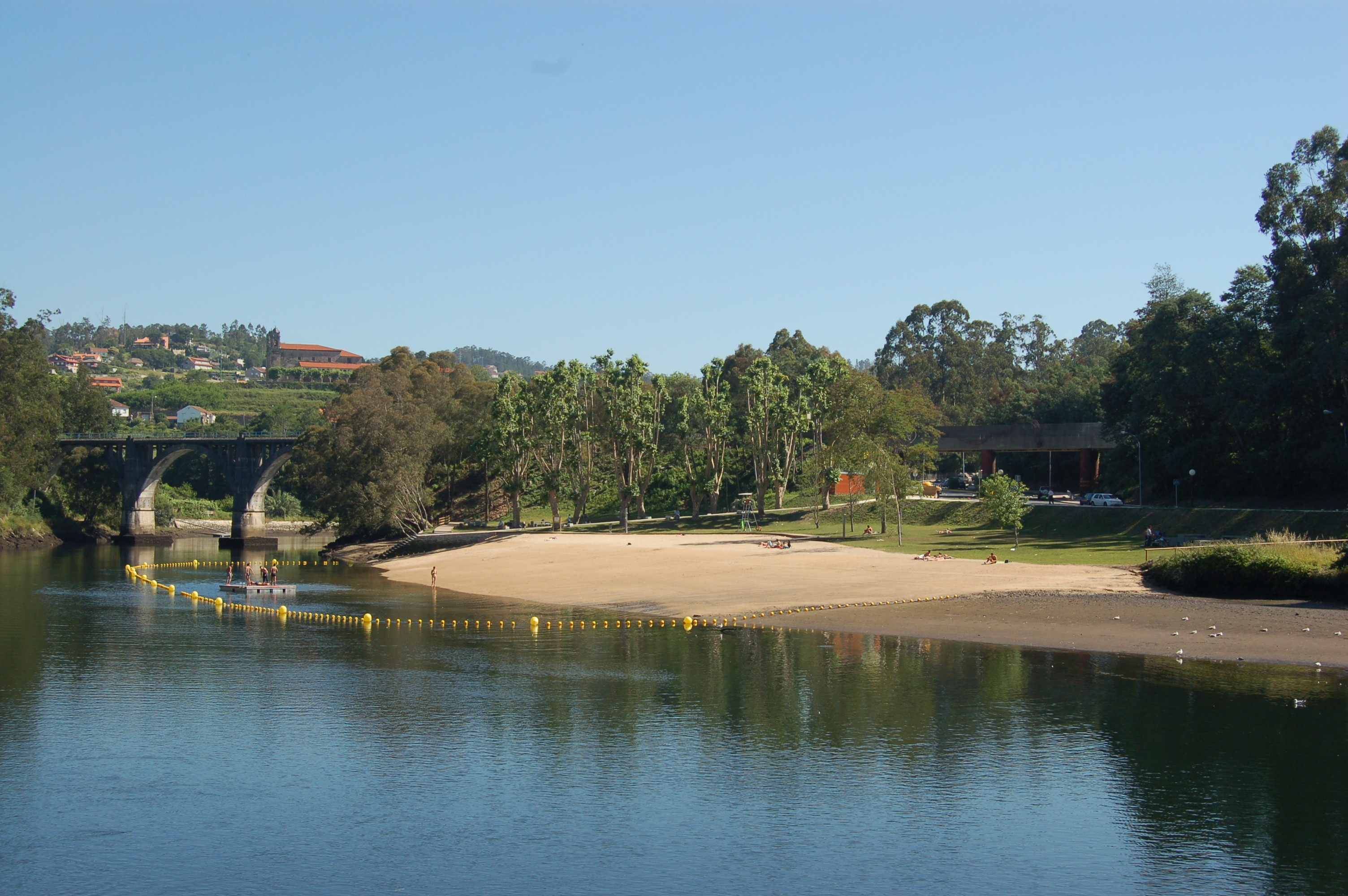
Playa del río Lérez con el monasterio al fondo

El Lérez nace en el monte de San Bieito (sierra del Candán), en la parroquia de Acibeiro, en el municipio pontevedrés de Forcarey. Atraviesa Forcarey, Cerdedo, Campo Lameiro, Cotobad y Pontevedra. Desemboca en el océano Atlántico, formando la ría de Pontevedra, entre la localidad de Poyo y la ciudad de Pontevedra.
En sus últimos 17 kilómetros, el río prácticamente no tiene pendiente. La bajada de agua del Lérez, el momento en que menos agua lleva, se produce en septiembre. Debido a un temporal, las aguas del Lérez alcanzaron su nivel más alto en Pontevedra en 2001 después de 150 años.
De su fauna cabe destacar que en el Lérez vive el salmón del Atlántico.

## Afluentes
- Salgueiro
- Cabaleiros
- Grande
- O Castro
- Quireza
- Almofrey